# 陆法言
陆法言，名詞，字法言，以字行，魏郡临漳（今河北临漳）人，隋朝音韵学家，于仁寿元年（601年）编成《切韵》五卷，汇集各家之说，乃集大成之作，对后世音韵学影响颇大。
陆法言出自鲜卑陆氏（步六孤氏），太子洗马陆爽之子。年少敏慧好学。初任承奉郎。开皇二十年（600年），追坐父事除名。常与刘臻、萧该、颜之推等探究音韵，详议古今是非，南北通塞，编成《切韵》五卷，全书已经散佚。20世纪发现之数种唐代写本韵书考定，《切韵》分193韵：平声五十四，上声五十一，去声五十，入声三十二。部目次序不及《广韵》整齐，字数较少，注释较略。此书以当时洛阳音为主，酌收古音及其他方音，为唐宋韵书之始。